# عرب (ماساللی)
عرب (به ترکی آذربایجانی: Ərəb) یک منطقه مسکونی در جمهوری آذربایجان است که در شهرستان ماسال‌لی واقع شده است. عرب ۱۱۰۶ نفر جمعیت دارد.